# Youssef Handichi
Youssef Handichi (Aklim, 23 augustus 1976) is een Belgisch politicus voor de liberale MR en tot begin 2024 voor de marxistische PVDA.

## Levensloop
Handichi, geboren in Marokko, ging aan de slag als buschauffeur bij de MIVB, waar hij tevens vakbondsafgevaardigde in de ondernemingsraad voor het ACV was. Later ging hij aan de slag als zelfstandige.
Handichi sloot zich rond 2010 aan bij de PVDA. Sinds de Brusselse gewestverkiezingen van 2014 zetelde hij in het Brussels Hoofdstedelijk Parlement. Bij de verkiezingen van mei 2019 werd hij verkozen voor een tweede termijn van vijf jaar. Van 2019 tot 2024 was Handichi secretaris van het Brussels Hoofdstedelijk Parlement.
In september 2023 verkondigde Handichi, die mettertijd afstand had genomen van de partijleiding van de PVDA, dat hij niet de intentie had om in 2024 voor een derde termijn als parlementslid te gaan en terug te willen keren naar zijn beroepsleven buiten de politiek. Enkele maanden later, in februari 2024, werd de samenwerking tussen Handichi en zijn partij in onderling overleg beëindigd, waarna hij als onafhankelijke in het Brussels Hoofdstedelijk Parlement ging zetelen. In maart 2024 maakte Handichi bekend dat hij voor de verkiezingen van 2024 de overstap maakte naar de liberale MR. Hij kreeg de derde plaats toegewezen op de federale lijst van de MR in de kieskring Brussel-Hoofdstad. Hij werd verkozen in de Kamer met 3.280 voorkeurstemmen.